# بحر هامشي

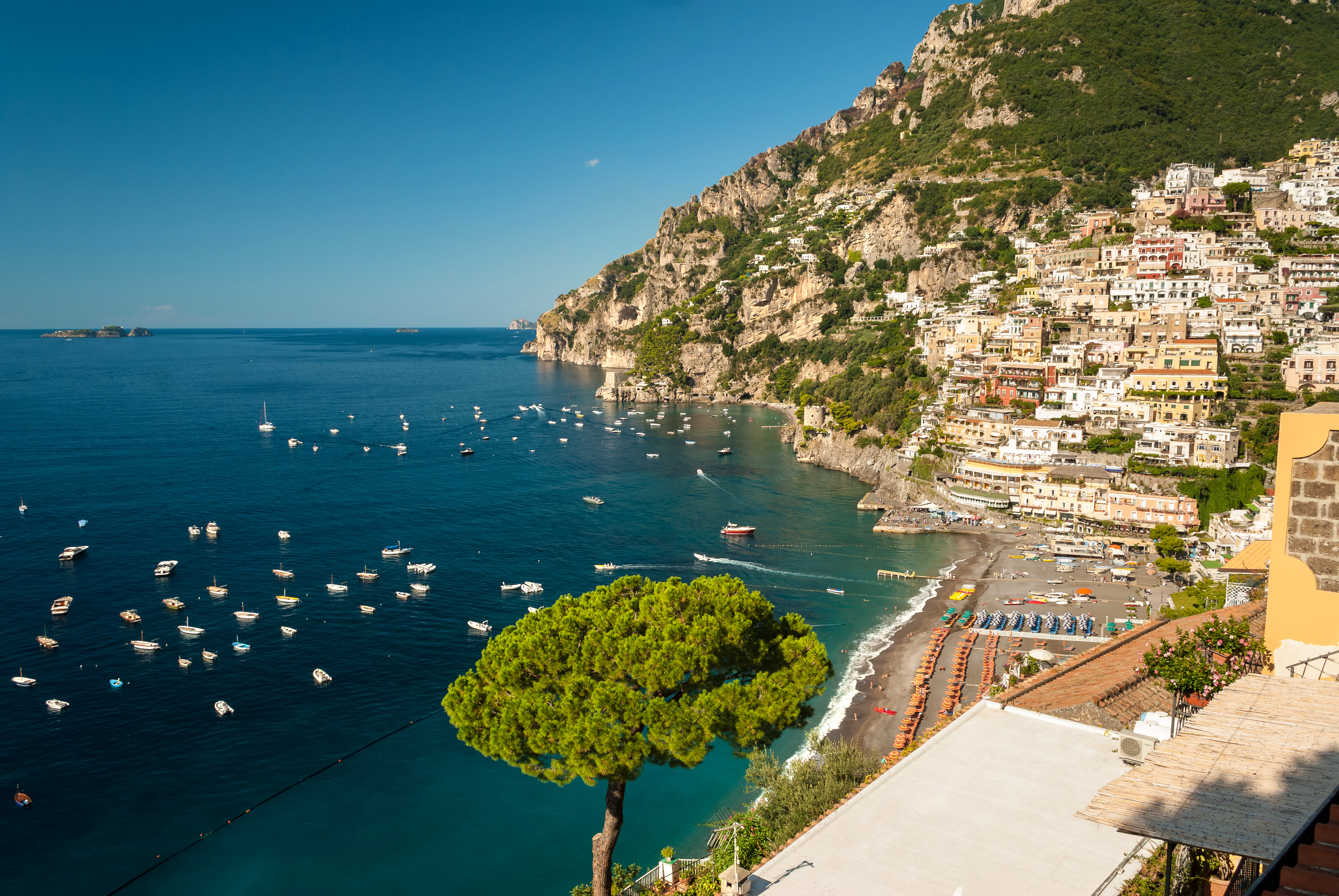

البحر الهامشي أو الحافي هو الجزء من المحيط الذي يكون محاطا من معظم نواحيه بيابسة على هيئة جزر أو أرخبيلات أو أشباه جزر. يمكن أن يطلق عليه أيضا بحر شبه مقفل. باستثناء البحر المتوسط، يمر في كل البحار الهامشية تيار المحيط.
بحار المحيط الهادي الهامشية:
- بحر بيرنج: تفصله عن المحيط الجزر الألوتية.
- البحر الياباني: يفصله أرخبيل اليابان.
- بحر أوخوستوك: تفصله جزر كوريل.
- بحر الصين الجنوبي تفصله جزر الفليبين.
- بحر الصين الشرقي: تفصله جزر ريوكو.
- البحر الأصفر: تفصله شبه الجزيرة الكورية.

بحار المحيط الأطلسي الهامشية:
- بحر الشمال وتفصله بريطانيا عن المحيط.
- البحر الإيرلندي وتفصله إيرلندا.

بحار المحيط الهندي الهامشية: 
- بحر أندامان وتفصله جزر أندامان ونيكوبار عن المحيط.